# نادي بويونغ كيت أنغكور
بويونغ كيت روبر فيلد هو نادي كرة قدم من كمبوديا. وهو يلعب في الدرجة الممتازة من كرة القدم في كمبوديا.

## انجازات
- الدوري الكمبودي: 1

2012

## الأداء في بطولات الاتحاد الآسيوي
- كأس رئيس الاتحاد الآسيوي: ظهور وحيد

2013: